# 流体力学
流体力学（りゅうたいりきがく、英: fluid dynamics / fluid mechanics）とは、流体の静止状態や運動状態での性質、また流体中での物体の運動を研究する、力学の一分野。

## 概説
力学の一分野であり、連続体力学の一部と見なされる。
下位分類としては、大きく分けると、静止状態を扱う流体静力学（fluid statics）と、運動状態を扱う流体動力学 (fluid dynamics) に分かれる。（ただし、日本では両者をはっきり区別していない人もいる。）工学分野では、水を対象とする水力学（水理学）や空気を対象とする空気力学という分野に分けて扱われることがある。
また、流体力学では電気的に中性で電離していない流体のみを扱い、一部ないし全部が電離した流体はプラズマ物理学や磁気流体力学で扱われる。ただし、磁場がない場合のレイリー・テイラー不安定性など、本質的に流体と変わりない部分も存在する。

## 流体力学の歴史と貢献者
流体静力学のほうは古くから発展した歴史があり、古代ギリシャのアルキメデスがアルキメデスの原理を発見。ブレーズ・パスカルが1653年にパスカルの原理を発見。ボイルらが同じく17世紀後半にボイルの法則（ボイル・マリオットの法則）を見いだした。
流体動力学は、静力学より後に登場している。こちらはアイザック・ニュートンの『自然哲学の数学的諸原理』の刊行後に徐々に広まったニュートン力学を流体に適用してその運動を論じるという形で興った分野であり、18世紀の段階ではベルヌーイ、オイラー、ラグランジュらによって、まずは粘性の無い流体（＝完全流体）の運動が研究された。完全流体よりも複雑で理解が難しい粘性流体については、19世紀にアンリ・ナビエ、ジョージ・ガブリエル・ストークスらによって研究が行われた（ナビエ・ストークス方程式）。さらに複雑な乱流についてはオズボーン・レイノルズによって19世紀末に研究が進んだ。

## 関連分野
- 連続体力学
- 流体静力学
- レオロジー
- 磁気流体力学
- 数値流体力学[17][18][19][20][21]

## 流体力学の用語・概念
- 流体
- パスカルの原理
- 圧力
- 圧力勾配
- 静水圧平衡
- 浮力
- 粘度
- ニュートン流体
- レイノルズ数
- 流線
- 定常流
- 移流
- 対流
- 渦
- 渦度
- 渦なしの流れ
- 循環 (流体力学)
- ケルビンの渦定理
- ヘリシティー (流体)
- 湧き出し
- 非圧縮性
- 非圧縮性流体
- 圧縮性流体
- バロトロピック流体
- 流体粒子
- 物質微分
- 流束
- 連続の式
- オイラー方程式 (流体力学)
- ナビエ-ストークスの式
- ベルヌーイの定理
- 流線曲率の定理
- クッタ・ジュコーフスキーの定理
- クッタ条件
- コアンダ効果
- マグヌス効果
- 揚力
- ダランベールのパラドックス
- ケルビン・ヘルムホルツ不安定性
- レイリー・テイラー不安定性
- ハーゲン・ポアズイユ流れ
- 境界層
- 層流
- 乱流
- 重力波 (流体力学)
- 表面張力波
- テイラー柱（英語版）
- 流体力学の方程式の一覧（英語版）

## 応用
- 風洞
- サイフォン
- キャブレター
- ピトー管
- ベンチュリ効果
- オリフィス板
- ブンゼンバーナー
- チョーク流れ
- インジェクタ
- アスピレーター
- 流体素子
- 非接触型流速計

## 応用分野
- 工学
  - 機械工学
  - 船舶工学
  - 航空工学
  - 宇宙工学
  - 化学工学
  - 水理学
  - 河川工学
  - 海岸工学
  - 応用力学
  - 環境工学
  - 建築環境工学
  - 流体素子
  - マイクロ流体力学
  - 医用工学
- 理学
  - プラズマ物理学
  - 地球流体力学
    - 大気力学
    - 海洋物理学
    - 宇宙空間物理学

  - 天文学（宇宙流体力学）
    - 降着円盤
    - 恒星の内部構造

  - 生物流体力学

### 和書
- 日本機械学会『流体力学』日本機械学会〈JSMEテキストシリーズ〉、2005年4月1日。ISBN 978-4-88898-333-4。
- 西海 孝夫, 一柳 隆義『演習で学ぶ「流体の力学」入門』秀和システム、2013年9月27日。ISBN 978-4798039503。
- 日野 幹雄『流体力学』朝倉書店、1992年12月1日。ISBN 978-4-254-20066-9。
- 巽 友正『連続体の力学』岩波書店〈岩波基礎物理シリーズ 新装版〉、2021年11月12日。ISBN 978-4000299046。
- 松尾 一泰『圧縮性流体力学―内部流れの理論と解析』オーム社、2013年12月1日。ISBN 978-4274069697。

### 洋書
- Falkovich, Gregory (2011), Fluid Mechanics (A short course for physicists), Cambridge University Press, ISBN 978-1-107-00575-4
- Kundu, Pijush K.; Cohen, Ira M. (2008), Fluid Mechanics (4th revised ed.), Academic Press, ISBN 978-0-12-373735-9
- Currie, I. G. (1974), Fundamental Mechanics of Fluids, en:McGraw-Hill, Inc., ISBN 0-07-015000-1
- Massey, B.; Ward-Smith, J. (2005), Mechanics of Fluids (8th ed.), Taylor & Francis, ISBN 978-0-415-36206-1
- White, Frank M. (2003), Fluid Mechanics, McGraw–Hill, ISBN 0-07-240217-2
- Nazarenko, Sergey (2014), Fluid Dynamics via Examples and Solutions, CRC Press (Taylor & Francis group), ISBN 978-1-43-988882-7